# Battlezone (Arcade-Spiel)

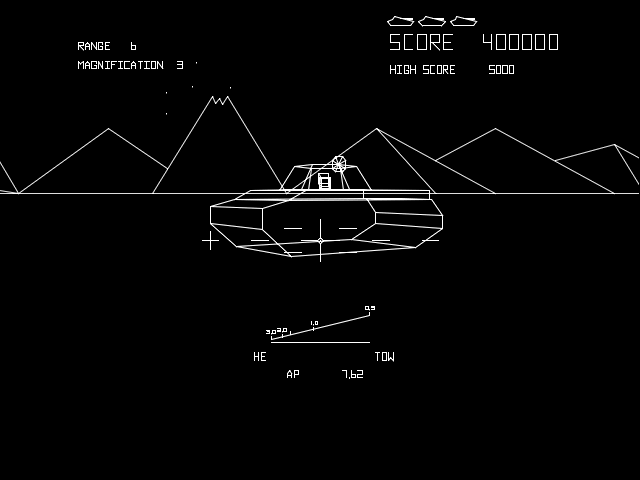
Screenshot der Militärversion The Bradley Trainer

Battlezone ist ein Arcade-Spiel, welches 1980 von Atari hergestellt wurde. Es handelt sich dabei um eine 3D-Panzersimulation mit Vektorgrafik, welche auf einem Schwarz/Weiß-Monitor mit aufgelegten grünen und roten Overlay-Folien angezeigt wird. Ein zusätzlicher Tiefeneffekt wird durch die variable Helligkeit der Strichgrafiken erzeugt, durch die weiter entfernte Objekte dunkler erscheinen. Das Spiel war das erste mit (stilisierter) 3D-Grafik und überdies das erste kommerzielle 3D-Spiel.

## Beschreibung
Der Spieler steuert einen Panzer aus der Egoperspektive. Während die (unerreichbare) Hintergrundkulisse aus einer grünen Strichlandschaft mit Bergen, aktiven Vulkanen und einer Mondsichel besteht, sind auf dem (scheinbar unbeschränkt großen) Spielfeld Pyramiden und Quader in „Drahtgitter“-Darstellung verstreut, die einerseits Hindernisse bilden, anderseits auch als Deckung vor gegnerischem Beschuss dienen können. In der Mitte ist die Zieloptik des eigenen Periskops eingeblendet. Am oberen Bildschirmrand befinden sich (durch Folie rot eingefärbte) Anzeigen für Warnmeldungen, Radar, bereits erzielte Punkte und noch verfügbare Reserve-Panzer. Der Blickwinkel beträgt etwa 45 Grad.
Ziel des Spiels ist es, gegnerische Panzer und zielsuchende Raketen zu treffen und zu vernichten. Die feindlichen Objekte erscheinen einzeln nacheinander; zusätzlich tauchen zuweilen auch (nicht angreifende) UFOs auf, die zwar nicht auf dem Radar erscheinen, dafür aber akustisch angezeigt werden. Ihr Abschuss ist nicht zwingend nötig, bringt aber Bonus-Punkte. Der nächste eigene Schuss kann erst abgegeben werden, wenn der vorhergehende am Horizont verschwunden ist oder getroffen hat. Der Spieler kann sich hinter Objekten verstecken, aber auch (z. B. bei Rückwärtsfahrt) von diesen blockiert und an der Weiterfahrt gehindert werden.
Wenn die bei Spielende (Verlust aller eigenen Fahrzeuge) erreichte Punktzahl hoch genug ist, kann der Spieler bis zu drei Initialen in die Highscore-Tabelle eingeben. Die Liste ist flüchtig und wird bei Aus- und Einschalten des Gerätes zurückgesetzt.

## Technik
Der Monitor ist ein QuadraScan-Monitor mit einer Bilddiagonalen von 19-Zoll. Eine Spezial-Platine berechnet die Grafik, die sogenannte Mathbox. Die vom Elektronenstrahl der Bildröhre erzeugten Umrisslinien der Objekte (Vektoren) werden von einem bis zum anderen Ende durchgängig „geschrieben“, sind also wirkliche Linien und nicht aus Rasterpunkten zusammengesetzte Pixelreihen. Es treten daher keine noch so kleinen „Treppenstufen“ in der Bilddarstellung auf.
Die Standard-Arcade-Version des Spielautomaten hat ein Fenster mit einem davorgesetzten Periskop-Einblick. Der Monitor liegt waagerecht im Gehäuse, sein (seitenverkehrtes) Bild wird über einen im 45-Grad-Winkel eingebauten Spiegel nach vorne zum Einblick umgelenkt. Um den Bildschirm herum wird mittels Pappkarton-Blenden mit aufgedruckten Instrumenten-Attrappen ein Cockpit simuliert. Zur Steigerung der atmosphärischen Wirkung wird der sichtbare Innenraum des Spielgerätes durch eine verdeckt angebrachte Schwarzlicht-Röhre illuminiert. Über bassstarke Lautsprecher werden diverse Sound-Effekte (Antriebsgeräusche, Schüsse, UFOs, Radar-Pings) abgegeben.
Gesteuert wird das eigene Fahrzeug über je einen 2-Wege-Joystick für den linken und den rechten Antrieb: Synchrones Auslenken bewirkt Vor- oder Rückwärtsfahrt, gegenläufiges Bedienen ein Drehen auf der Stelle. Der rechte Joystick ist zudem mit dem Feuerknopf ausgestattet.

## Geschichte
Morgan Hoff führte als Projektmanager ein kleines Team von Entwicklern. Ed Rotberg programmierte das Spiel. Im Laufe der Entwicklung veränderte sich der Projektname, von First-Person Tank, Future Tank oder Moon Tank. Es zählt zu den ersten echten Virtual-Reality-Spielen. In den frühen 1980en verkaufte Atari 13.000 Spielkonsolen. Die Hardware wurde in der Flugsimulation Red Baron verwendet.
Das Spiel steht in der TOP-100 Killer List of Videogames auf Platz 12.
Im Juli 2013 wurde bekannt, dass Rebellion Developments die Rechte an Battlezone in einer Versteigerung von Atari-Bestandteilen erworben hatte.
Die Version für das Atari 2600 wurde am 13. Dezember 1984 indiziert. Zusammen mit River Raid und Speed Racer gehört es zu den ersten drei in Deutschland indizierten Spielen. Die Indizierung wurde 2009 aufgehoben.

## Bradley Trainer
Ab 1979 beschäftigte sich das United States Army Training and Doctrine Command wie man Videospiele zur militärischen Ausbildung nutzen könnte. Mit dem Erfolg von Battlezone wurde Atari gefragt, ob man es zu einem militärischen Trainingsgerät umprogrammieren könnte. Das Projekt wurde nicht direkt von US-Armee in Auftrag gegeben, sondern über eine Beratergruppe aus ehemaligen Generälen. Das Projekt trug den Namen The Bradley Trainer, vorher auch Army Battlezone oder Military Battlezone zu machen. Es diente als Trainingsgerät für die Fahrer des Bradley-Schützenpanzers. Ed Rotberg stand dem Projekt ablehnend gegenüber, da der eigentlich nichts mit dem Militär zu tun haben wollte. Erst nachdem Atari Rotberg zugesichert hatte, dass seine Rolle nur begrenzt sein würde, begann er 1981 mit der Arbeit. Er brauchte drei Monate, um einen Prototyp zu entwickeln. Auch die Bedienelemente wurden geändert, um denen im Bradley-Panzer zu entsprechen.
Die Veränderungen gegenüber Battlezone waren umfangreich. So wurden Drahtgittermodelle von realistischen Panzern und Helikoptern erstellt. Als Richtschütze des Bradley-Panzers sollten feindliche und eigene Fahrzeuge erkannt werden und die Feindlichen mit den richtigen Waffen bekämpft werden. Ein Fahren mit dem Fahrzeug wie bei Battlezone war nicht möglich. Wie im echten Bradley-Panzers standen ein Maschinengewehr, die Maschinenkanone mit zwei Arten von Geschossen (Spreng- und Panzerbrechend), so wie die Panzerabwehrlenkwaffe BGM-71 TOW zur Verfügung. Beim TOW musste der Richtschütze das Fadenkreuz nach dem Abschuss auf dem Ziel halten. Andere Waffen hatten eine realistische Trajektorie, welche beim Zielen beachtet werden muss. Wie im echten Bradley-Panzer gab es zwei optische Vergrößerungsmodi.
Es wurden zwei Prototypen der Arcade-Automaten bis zur gegebenen Frist fertig gestellt und der Bradley Trainer wurde auf der TRADOC-Konferenz von 1981 gezeigt.
Atari entschied sich dann jedoch doch das Geschäftsfeld nicht auf das Militär zu erweitern. Die Bedienelemente wurden jedoch weiter entwickelt und bei dem Arcade-Spiel Star Wars verwendet.

## Rezeption
Der Romanautor Ernest Cline griff die Spiele Battlezone und Bradley Trainer neben dem Spielautomaten Polybius in seinem Roman Armada als potenzielles Spiel zur Rekrutierung von Soldaten auf und stellte sie in eine Reihe weiterer Computerspiele und Filme, die nach Ansicht des Vaters des Protagonisten die Menschheit auf eine Invasion von Außerirdischen vorbereiten sollten.